# Wagamama
Wagamama (stylisé « wagamama ») est une chaîne britannique de restauration spécialisée dans la cuisine asiatique et plus précisément japonaise.

## Histoire
Fondée par Alan Yau (en) en 1992 à Bloomsbury, la chaîne a son siège à Londres.

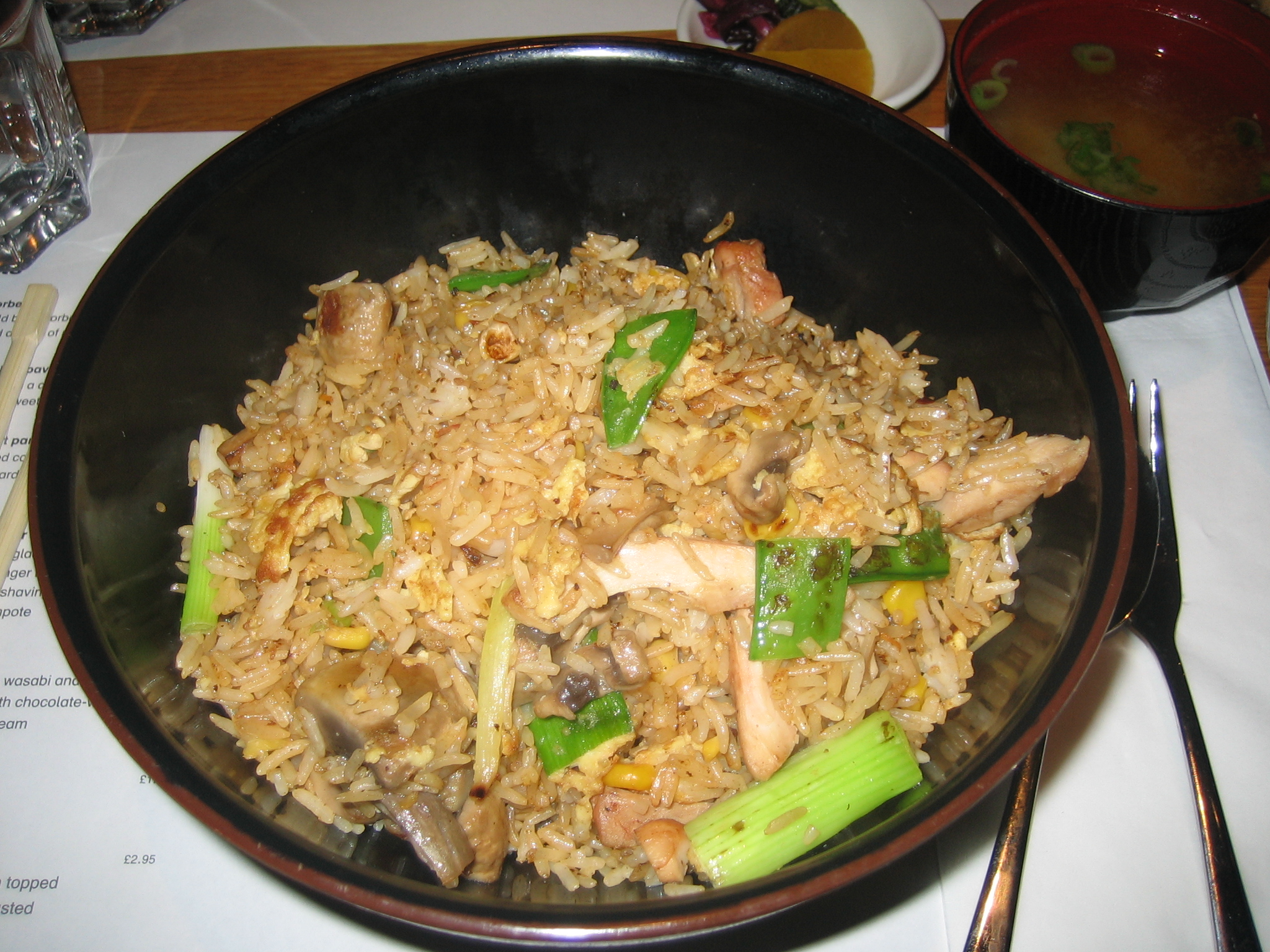
Chahan
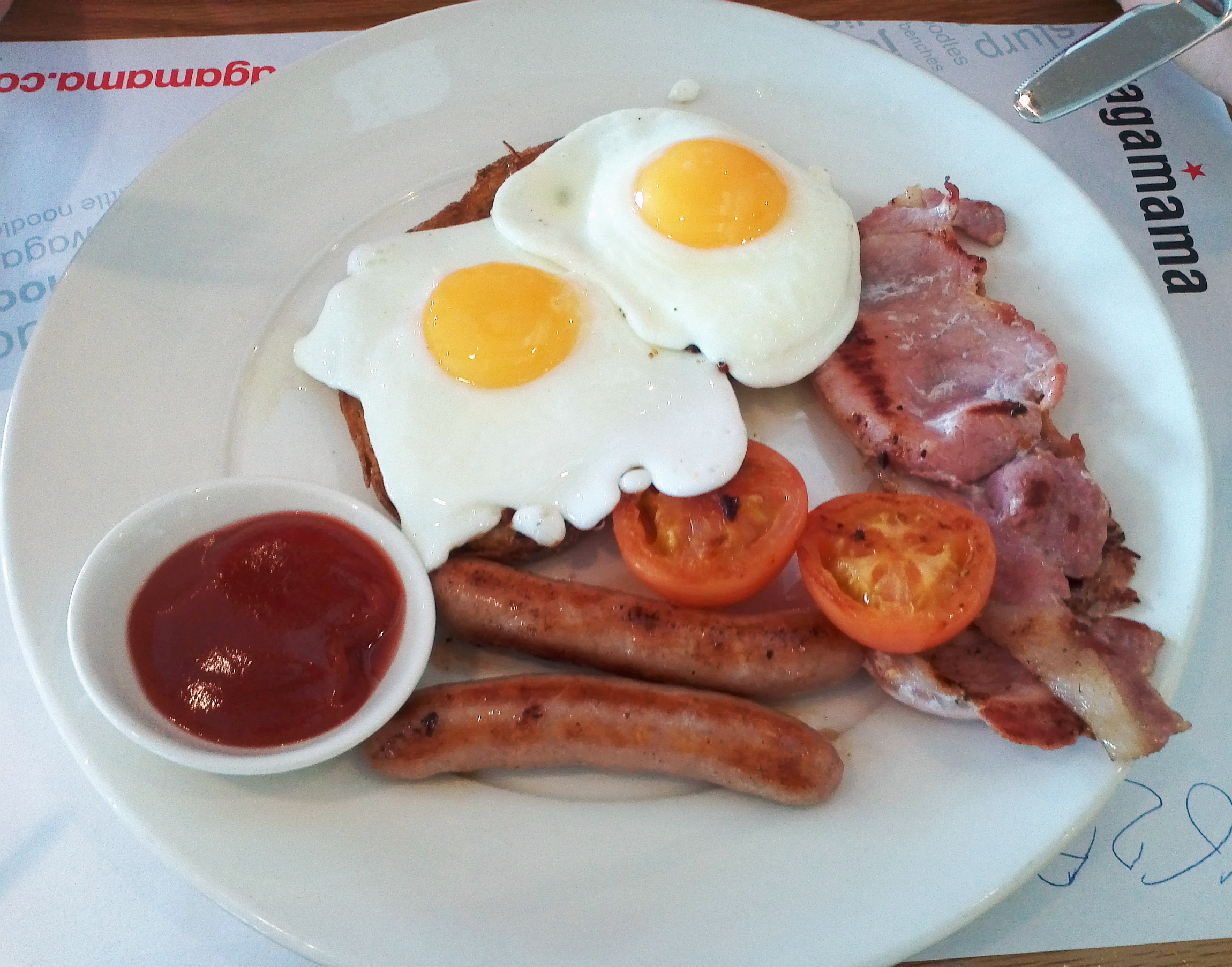
petit déjeuner anglais chez Wagamama
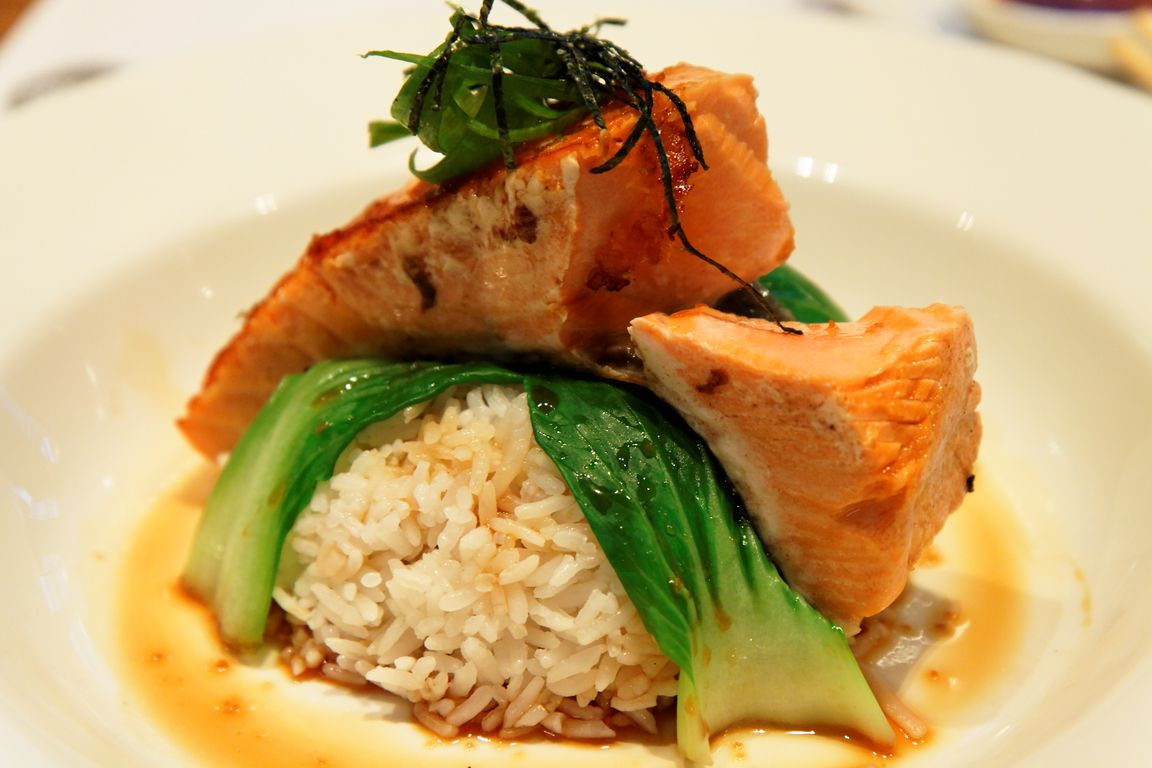
saumon Teriyaki chez Wagamama à Christchurch
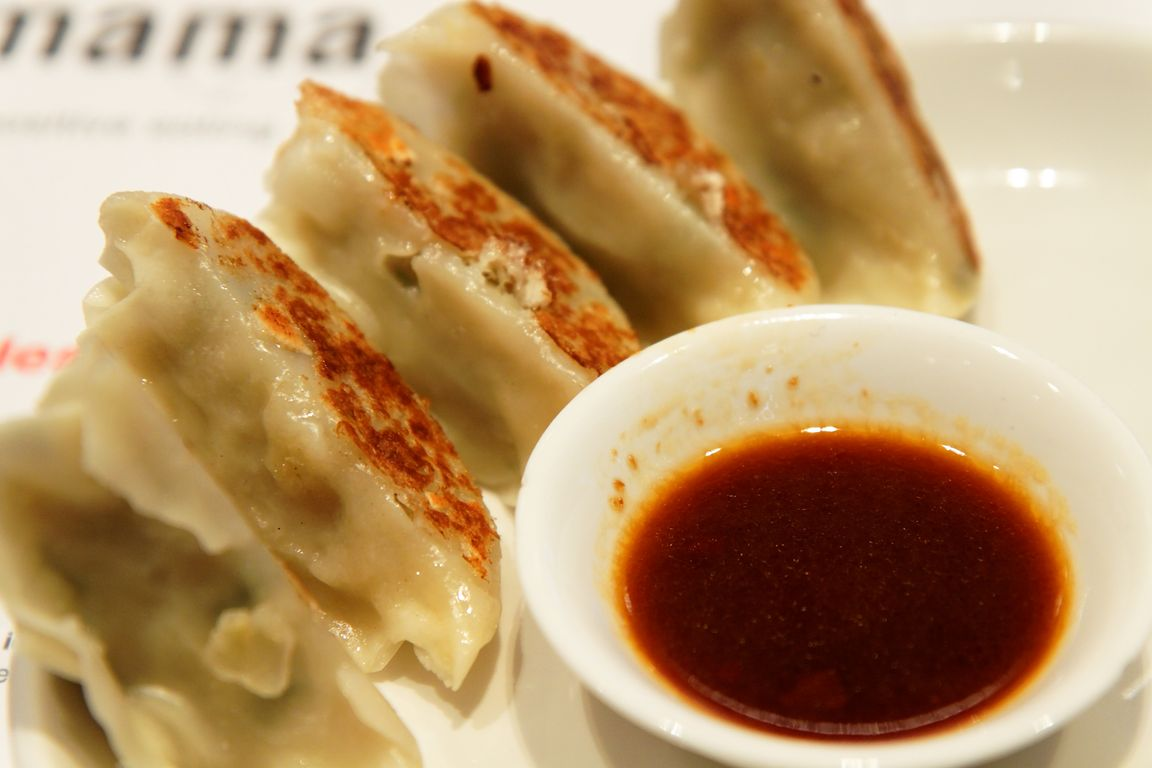
Gyoza chez Wagamama à Christchurch
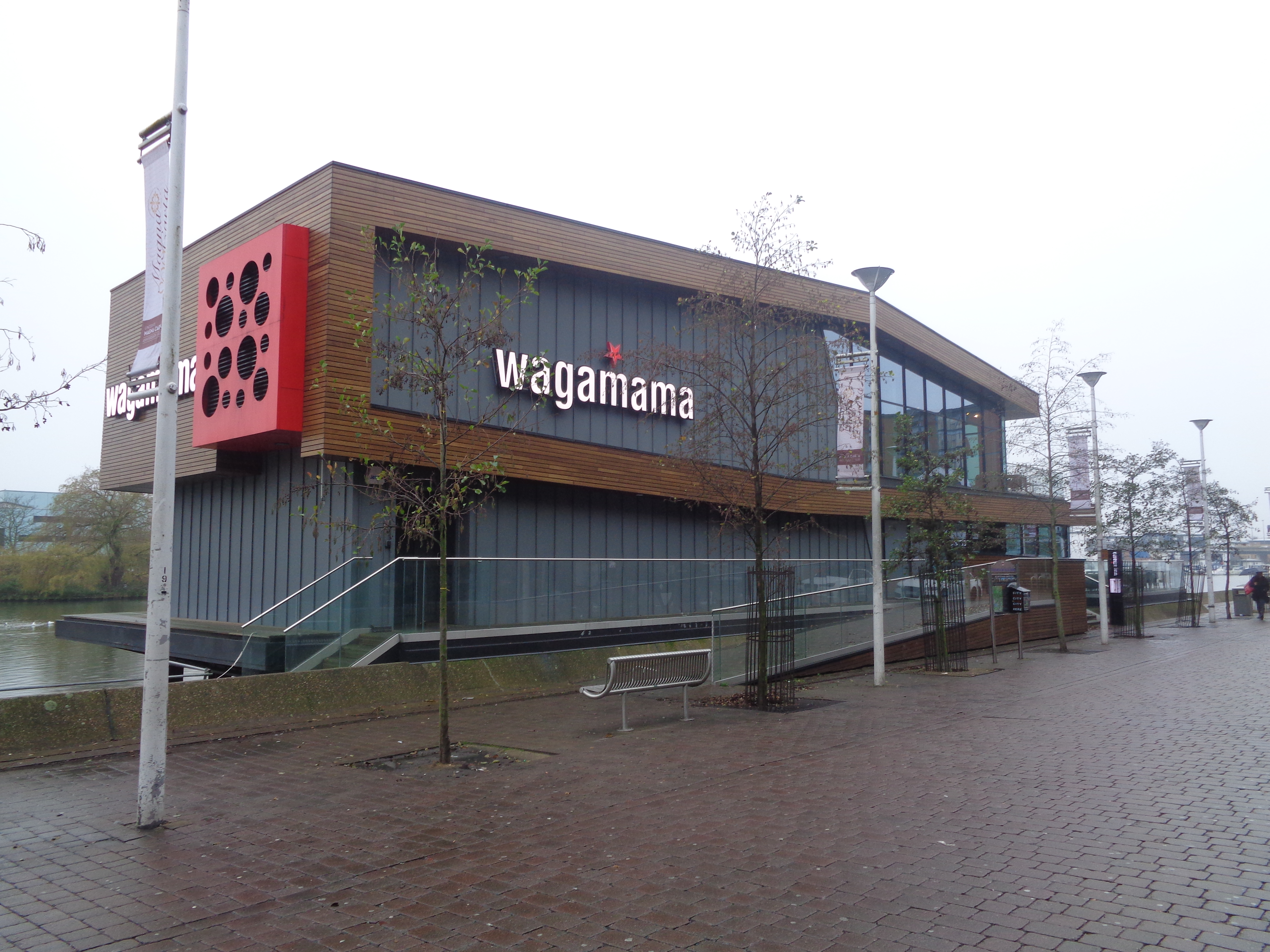
restaurant Wagamama,  Brayford Wharf North, Lincoln